# Rödbrun borstsmyg
Rödbrun borstsmyg (Dasyornis broadbenti) är en australiensisk fågel i familjen borstsmygar inom ordningen tättingar.

## Utseende och läte
Rödbrun borstsmyg är en rödbrun fågel med lång, borstspetsad stjärt. Ovansidan är djupt rödbrun, framför allt på vingar och hjässa, medan undersidan är gråbrun med fläckar. I ansiktet syns en tydligt ljus ögonring samt ljus tygel och mustaschstreck. Bland lätena hörs en mjuk serie med upprepade klara och tunna "chit" följt av en böjd visslande fras.

## Utbredning och systematik
Rödbrun borstsmyg delas in i tre underarter med följande utbredning:
- Dasyornis broadbenti caryochrous – förekommer på Otwayhalvön (södra Victoria)
- Dasyornis broadbenti broadbenti – förekommer i sydöstra South Australia och angränsande sydvästra Victoria
- Dasyornis broadbenti littoralis – förekommer längst ut i sydvästra Western Australia, utdöd

## Levnadssätt
Rödbrun borstsmyg håller till i täta kustnära buskmarker och hedar där den födosöker på marken. Den kan vara svår att få syn på, då ofta snabbt springande med huvudet böjt nedåt.

## Status
Rödbrun borstsmyg har idag ett relativt begränsat utbredningsområde och en liten världspopulation som uppskattas bestå av 2 700–19 000 vuxna individer. Den tros också minska i antal, dock inte tillräckligt kraftigt för att den ska betraktas som hotad. Internationella naturvårdsunionen IUCN listar därför arten som livskraftig (LC).

## Namn
Fågelns vetenskapliga artnamn hedrar Kendall Broadbent (1837-1911), engelsk taxidermist och fältornitolog som bosatte sig i Australien 1853.

## Bildgalleri

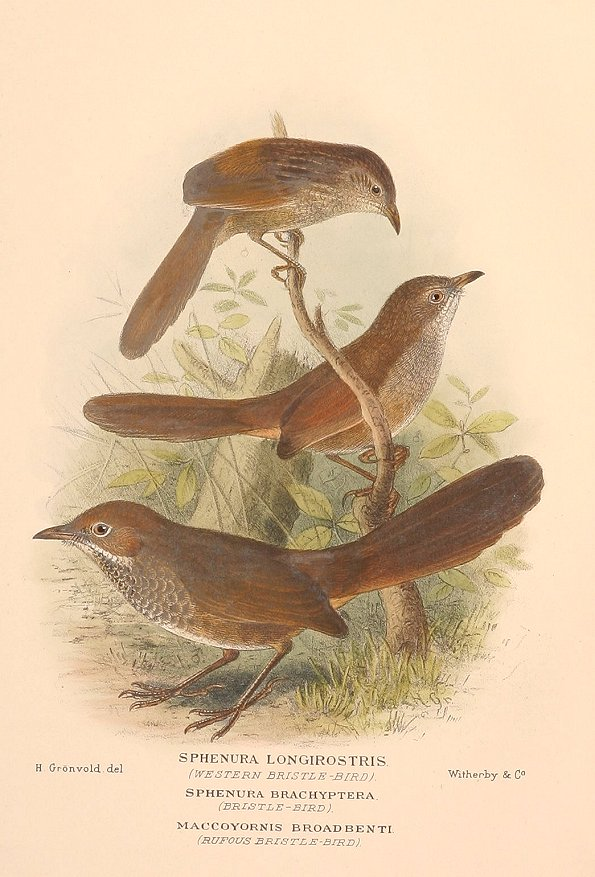
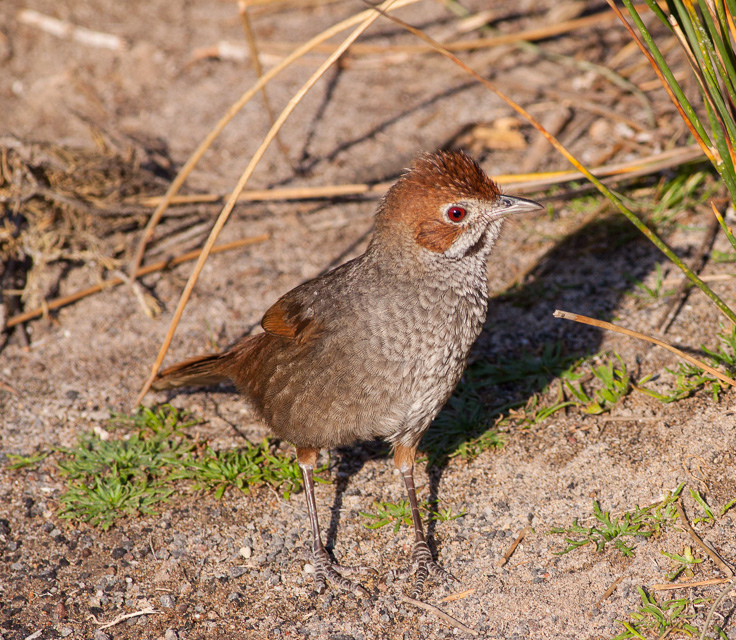